# Attómetro cúbico
El attómetro cúbico es una unidad de volumen en el sistema SI, equivalente a 1- 54 m³
Se abrevia am³.
1 am³ = 10-54 m³